# Beautifully Broken
Beautifully Broken — десятый студийный альбом американского кантри-певца Jelly Roll. Он был выпущен 11 октября 2024 года лейблами Bailee & Buddy и Republic Records. В стандартное издание альбома вошли совместные работы с Илси Джубером, Уиз Халифа и Machine Gun Kelly, а в делюкс-издание — дополнительные совместные работы с Холзи, Китом Урбаном, Ernest, Russ и Скайлар Грей. Beautifully Broken был предварён синглами «I Am Not Okay» и «Liar», а песня «Get By» также была выпущена до альбома. Он стал первым альбомом Jelly Roll, занявшим первое место в США.
Альбом получил положительные отзывы критиков.

## Отзывы
| Оценки критиков | Оценки критиков |
| Источник        | Оценка          |
| --------------- | --------------- |
| Pitchfork       | 6.4/10          |
| Rolling Stone   | [ 3 ]           |

Альбом получил положительные отзывы критиков: Pitchfork,. В Pitchfork отметили, что «На данный момент у него есть голос, пафос и харизма, необходимые для американского народного героя». В Rolling Stone отметили «восхитительный беспорядок в альбоме Beautifully Broken», где «любимый рэпер и певец Нэшвилла исследует психическое здоровье и зависимость с восхитительной честностью».

### Итоговые годовые списки
| Публикация       | Ранг | Список                             |
| ---------------- | ---- | ---------------------------------- |
| Billboard        | 10   | The 10 Best Country Albums of 2024 |
| Taste of Country | 4    | The 10 Best Country Albums of 2024 |

## Коммерческий успех
Beautifully Broken дебютировал на перволм месте в американском основном хит-параде Billboard 200 с тиражом 161,000 альбомных единиц, включая 114,000 чистых альбомных продаж. Он стал первым альбомом Jelly Roll, занявшим первое место в США.

## Список композиций
| №                   | Название                              | Длительность |
| ------------------- | ------------------------------------- | ------------ |
| 1.                  | «Winning Streak»                      | 3:14         |
| 2.                  | «Burning»                             | 2:51         |
| 3.                  | «Heart of Stone»                      | 3:01         |
| 4.                  | «I Am Not Okay»                       | 3:18         |
| 5.                  | «When the Drugs Don't Work» (с Ilsey) | 3:23         |
| 6.                  | «Higher Than Heaven» (с Уиз Халифа)   | 2:49         |
| 7.                  | «Liar»                                | 3:24         |
| 8.                  | «Everyone Bleeds»                     | 2:22         |
| 9.                  | «Get By»                              | 2:40         |
| 10.                 | «Unpretty»                            | 2:44         |
| 11.                 | «Grace»                               | 2:51         |
| 12.                 | «What It Takes»                       | 3:13         |
| 13.                 | «Hey Mama»                            | 2:36         |
| 14.                 | «Time of Day» (с Machine Gun Kelly)   | 3:11         |
| 15.                 | «Born Again»                          | 2:36         |
| 16.                 | «Guilty»                              | 2:52         |
| 17.                 | «Little Light»                        | 3:00         |
| 18.                 | «Hear Me Out»                         | 2:37         |
| 19.                 | «Woman»                               | 3:19         |
| 20.                 | «Smile So Much»                       | 3:14         |
| 21.                 | «My Cross»                            | 2:12         |
| 22.                 | «What's Wrong with Me»                | 3:08         |
| Общая длительность: | Общая длительность:                   | 64:35        |

| №                   | Название                            | Длительность |
| ------------------- | ----------------------------------- | ------------ |
| 23.                 | «Take a Bow» (с Холзи)              | 3:40         |
| 24.                 | «Don't Want To» (с Китом Урбаном)   | 3:18         |
| 25.                 | «Devil Down» (с Ernest)             | 2:16         |
| 26.                 | «Really Gone» (с Russ)              | 3:05         |
| 27.                 | «Past Yesterday» (с Скайлар Грей)   | 3:13         |
| 28.                 | «Lonely Road» (с Machine Gun Kelly) | 3:09         |
| Общая длительность: | Общая длительность:                 | 83:16        |

## Чарты
| Чарт (2024)                              | Высшая позиция |
| ---------------------------------------- | -------------- |
| Австралия (ARIA)                         | 19             |
| Австралия Country Albums (ARIA)          | 3              |
| Канада (Canadian Albums Chart)           | 3              |
| Новая Зеландия (RMNZ)                    | 22             |
| Шотландия (Scottish Albums Chart)        | 18             |
| Великобритания (UK Albums Chart)         | 41             |
| Великобритания (UK Country Albums Chart) | 1              |
| США (Billboard 200)                      | 1              |
| США (Top Country Albums, Billboard)      | 1              |

## Сертификации
| Регион                                                                      | Сертификация | Продажи |
| --------------------------------------------------------------------------- | ------------ | ------- |
| Канада (Music Canada)                                                       | Платиновый   | 80 000  |
| Данные о продажах + прослушиваниях приведены только на основе сертификации. |              |         |